# کهف میاز
کهف میاز (به عربی: کهف میاز) یک منطقهٔ مسکونی در لیبی است که در استان جبل‌الاخضر واقع شده‌است.